# Happyish
Happyish est une série télévisée américaine en dix épisodes de 29 minutes créée par Shalom Auslander et diffusée entre le 5 avril et le 28 juin 2015 sur Showtime et au Canada sur le service CraveTV (exclusif aux abonnés de Bell Canada).
Cette série est inédite dans tous les pays francophones.

## Distribution

### Acteurs principaux
- Steve Coogan (VF : Lionel Tua) : Thom Payne
- Kathryn Hahn (VF : Laura Blanc) : Lee Payne
- Bradley Whitford (VF : Daniel Lafourcade) : Jonathan Cooke
- Sawyer Shipman (VF : Matt Mouredon) : Julius Payne

### Acteurs récurrents et invités
- Ellen Barkin (VF : Josiane Pinson) : Dani Kirschenbloom
- Carrie Preston (VF : Véronique Alycia) : Debbie
- Molly Price (VF : Marjorie Frantz) : Bella
- Andre Royo (VF : Joël Zaffarano) : Barry
- Rob Reiner : lui-même
- James Deen (VF : Thibaut Lacour) : lui-même
- Michael Zegen : Atomic Goldfarb
- Kevin Kilner (VF : Patrick Borg) : David
- Marsha Stefani Blake (VF : Laurence Charpentier) : Michelle

- Version française
  - Studio de doublage : Dubbing Brothers[3]
  - Direction artistique : Vanina Pradier
  - Adaptation : Sandrine Chevalier et Lucie Astagneau

## Production et Casting
Les débuts du projet remontent à novembre 2011. En juillet 2013, en espoir d'obtenir une commande de pilote, Philip Seymour Hoffman et Kathryn Hahn décrochent un rôle principal du projet sous le titre Trending Down. Le pilote est commandé quatre jours plus tard. En août 2013, Rhys Ifans décroche le rôle principal de Jonathan, le patron de Thom, puis en septembre 2013, Robin Weigert décroche le rôle récurrent d'une collègue de travail.
Showtime commande la série en janvier 2014 sous son titre actuel, mais a été mise en suspens à la suite du décès de Philip Seymour Hoffman survenu le 2 février. Tous les acteurs choisis ont été libérés de leur contrat.
En octobre 2014, Steve Coogan est choisi pour reprendre le rôle principal (Thom), puis en novembre, Kathryn Hahn est confirmée pour reprendre son rôle, puis Bradley Whitford prend le rôle de Jonathan.
Parmi les rôles récurrents et invités : Ellen Barkin, Carrie Preston, Molly Price, Andre Royo et Rob Reiner, James Deen et Michael Zegen.
Satisfaite, Showtime commande de nouveau la série en janvier 2015.
Le 24 juillet 2015, la série est annulée, faute d'audience.

## Épisodes
1. Starring Samuel Beckett, Albert Camus and Alois Alzheimer
2. Starring Marc Chagall, Abuela and Adolf Hitler
3. Starring Vladimir Nabokov, Hippocrates and God
4. Starring Sigmund Freud, Charles Bukowski and Seven Billion Assholes
5. Starring Josey Wales, Jesus Christ and The New York Times
6. Starring Helen Keller, Moses and Lenny Bruce
7. Starring David Ogilvy, Anton Chekhov and Gluten Enteropathy
8. Starring Rene Descartes, Adweek and HRH The Princess of Arendelle
9. Starring Mr. Mike, Joseph McCarthy and Alfred Bernhard Nobel
10. Starring Christopher Hitchens, Philip Larkin and Josef Stalin